# Farol do Forte da Barra
O Farol do Forte da Barra, ou Farolim do Forte da Barra, é um farol português que se localiza no Forte da Barra de Aveiro, classificado como Imóvel de Interesse Público (IIP) pelo IPPAR, na freguesia da Gafanha da Nazaré, concelho de Ílhavo, distrito de Aveiro, no Baixo Vouga, no Centro de Portugal.
Torre troncónica de 19 metros com galeria, branca com estreitas listas pretas. A luz é emitida de um poste montado na galeria.
É o farolim posterior do enfiamento da Embocadura da barra de Aveiro, e encontra-se a cerca de 840 metros do anterior, Farolim do Triângulo Oeste, direcção W (089,5º).

## História
A Torre terá sido construída nos inícios do século XIX servindo como orientação a entrada de barcos na Barra da Aveiro. Não há evidencia que tenha sido usada como farol antes de ter sido instalado o farolim de enfiamento, entre 1967 e 1987.

## Características
- Luz: Lt. 1s, Oc. s.
- Direcção do enfiamento: 089,5º

## Informações
- Operacional: Ajuda activa à navegação
- Acesso: Extremo W da Ilha da Mó do Meio
- Aberto ao público: Só área envolvente
- Outras designações: Farolim posterior do enfiamento da Embocadura da barra de Aveiro
- Nº Nacional: 96.45
- Nº Internacional: D-2059.1
- Nº ARLHS: POR-084[4]
- Nº IPA: PT020110030002[5]